# قره‌قویونلو (شمکور)
قره‌قویونلو (به لاتین: Qaraqoyunlu) یک منطقه مسکونی در جمهوری آذربایجان است که در شهرستان شمکور واقع شده است. قره‌قویون‌لو ۱۲۳ نفر جمعیت دارد.